# Liste der Monuments historiques in Gouvernes
Die Liste der Monuments historiques in Gouvernes führt die Monuments historiques in der französischen Gemeinde Gouvernes auf.

## Liste der Bauwerke
| Bezeichnung        | Beschreibung              | Standort                    | Kennzeichnung | Schutzstatus | Datum | Bild           |
| ------------------ | ------------------------- | --------------------------- | ------------- | ------------ | ----- | -------------- |
| Schloss Guermantes |                           | Allée du Château (Lage)     | PA00087026    | Classé       | 1970  | weitere Bilder |
| Kirche St-Germain  | Erbaut im 19. Jahrhundert | 2, rue Saint-Germain (Lage) | PA77000025    | Inscrit      | 2009  | weitere Bilder |

## Liste der Objekte
Zum Verständnis siehe: Kirchenausstattung
- Monuments historiques (Objekte) in Gouvernes in der Base Palissy des französischen Kultusministeriums